# شهرت یک‌شبه
«شهرت یک‌شبه» (به انگلیسی: Over-Nite Sensation) آلبومی از هنرمند اهل ایالات متحده آمریکا فرانک زاپا است که در سال ۱۹۷۳ میلادی منتشر شد.